# La ragazza della 5ª strada
La ragazza della 5ª strada (5th Avenue Girl) è un film del 1939, diretto da Gregory La Cava.
Un milionario, trascurato dalla propria famiglia, cerca di attirare l'attenzione della moglie e dei due figli, cominciando a frequentare una giovane ragazza che in realtà sta al gioco ed è stipendiata. Il piano avrà più successo di quanto sperato.

## Trama
Il ricchissimo signor Borden, il giorno del suo compleanno, liquida una riunione di lavoro nella quale si prospettavano scenari catastrofici, e torna a casa più presto del solito. Ad accoglierlo c'è il solo maggiordomo in quanto i suoi familiari sono occupati e lo saranno anche per il resto della serata.
In cerca di un po' di serenità e di conforto, Borden segue il consiglio del maggiordomo e si reca nel vicino parco per osservare la natura. Non soddisfatto socializza con una ragazza che per altro, ignorando la vera identità dell'uomo, gli dice subito di odiare i ricconi della 5ª strada. Mary, carina e spiantata, conversa con l'uomo incuriosito e quindi accetta l'invito a cena di questi.
In un ristorante di lusso, Mary eccede con lo champagne risultando ancora più genuina e caustica e dunque divertente per Borden che si lascia trasportare e, in barba alla moglie, scoperta con un altro uomo a cenare, prosegue nei festeggiamenti del compleanno in modo sfrenato e vistoso.
Il giorno seguente, ospitata Mary nella sua sontuosa residenza, Borden escogita un piano dopo aver visto la reazione dei suoi familiari alla presenza della ragazza. In pratica Mary viene assunta segretamente per restare in casa Borden e fingere un flirt con il capofamiglia con cui esce ogni sera.
La signora Borden effettivamente resta colpita e dopo gli iniziali isterismi e il ricorso a uno psichiatra opta per la tattica morbida e accomodante, sicura di spiazzare la giovane arrivista. Questo mentre il figlio Tim, visto l'apparente disimpegno del padre datosi ormai alla bella vita, si vede costretto a prendere in mano le redini dell'azienda di famiglia, cui non aveva mai pensato, e per la quale ha subito brillanti idee di rilancio. La figlia Clara, da parte sua, più che altro perché innamorata dello chauffer Mirco, cambia stile di vita improvvisamente abbandonando la compagnia di rampolli dissoluti e nullafacenti.
Tim, forzato ad uscire con Mary per distrarla dal padre, se ne innamora, mentre la signora Borden riconquista il marito appellandosi al cibo e alla nostalgia. Dopo una breve fuga Clara torna a casa insieme al suo Mirco e annuncia ai suoi di essersi sposata. La madre trova la cosa inaccettabile finché il marito non le ricorda come anche loro fecero qualcosa di simile e quindi approva. Mary, sotto pressione, non regge più la parte e svela tutto lasciando casa Borden.
I coniugi Borden sono ormai riconciliati mentre Tim segue Mary e la riporta in casa con sé.

## Produzione
Il film aveva originariamente un altro finale, meno consolatorio. Mary lasciava effettivamente casa Borden e partiva per Honolulu. La produzione spinse poi per modificare lo stesso in maniera palesemente più lieta, con Mary che non solo non parte ma è immediatamente ricondotta in casa Borden da Tim. E il film ebbe effettivamente un grande successo di pubblico. La critica invece non fu particolarmente benevola forse anche per la esplicita condanna di un certo modello di vita insieme ad una velata simpatia verso le idee socialiste, sia pure messe in bocca ad un personaggio marginale ed eccessivo, lo chauffer Mirco.
D'altra parte il finale gradito alla produzione sposta decisamente l'ago della bilancia dei contenuti del film da "commedia sulle lotte di classe" a "sogno americano romantico", riproponendo il fortunato cliché della ragazza povera che sposa un miliardario, come ad esempio nel di poco precedente Un colpo di fortuna (1937).